# Anapsida
Gli anapsidi (Anapsida Williston, 1917) erano una sottoclasse di rettili caratterizzati dall'assenza di finestre temporali nel cranio. L'altra grande sottoclasse di rettili è quella dei diapsidi, in cui le finestre temporali sono due.

## Classificazione complessa
Nonostante il gruppo degli anapsidi venga spesso definito monofiletico, alcuni studiosi ritengono che gli anapsidi siano composti in realtà da diversi gruppi di rettili dotati di un cranio anapside; il dibattito è centrato sulle esatte relazioni che intercorrono tra le tartarughe, i primi rettili del Carbonifero (tra cui i protorotirididi) e vari gruppi del Permiano e del Triassico (tra cui mesosauri, millerettidi, bolosauridi, captorinidi, procolofoni e pareiasauri). Alcuni paleontologi, attualmente, ritengono che le tartarughe siano derivate da rettili diapsidi che hanno perso le loro finestre temporali. Spesso, molti gruppi di anapsidi vengono variamente classificati nel gruppo dei pararettili (Parareptilia).

## Tra il Permiano e il Triassico
La maggior parte degli anapsidi scomparve alla fine del Permiano, a seguito della grande estinzione di massa del Permiano-Triassico avvenuta circa 250 milioni di anni fa. Alcuni piccoli animali, i procolofoni, sopravvissero. Le tartarughe, evolutesi nel corso del Triassico, si svilupparono forse da uno stretto parente di questi animali. I primi resti (come Proganochelys) sono già così somiglianti alle odierne tartarughe da non aiutare l'identificazione delle forme da cui originarono.